# Edward Travis
Edward Wilfred Harry Travis, abrégé en Edward Travis, est un cryptanalyste et agent de renseignement britannique né le 24 septembre 1888 à Plumstead et mort le 23 avril 1956 à Pirbright. Il est le chef de Bletchley Park pendant la Seconde Guerre mondiale, puis des GCHQ.

## Biographie

### Carrière dans l'armée
Travis fait ses études à Blackheath. En 1906, il s'engage dans la Royal Navy où il devient officier trésorier. Il exerce ses fonctions sur le HMS Iron Duke. De 1916 à 1918, il travaille sur les chiffres de la Navy. Il prend sa retraite de l'armée en 1921, alors qu'il occupe un poste de lieutenant commander trésorier, puis est fait commander trésorier en 1927.

### Carrière dans le renseignement
En 1925, il est chargé de la sécurité à la Government Code and Cypher School (GC&CS) et adjoint d'Alastair Denniston, chef de Bletchley Park. En février 1942, Travis prend la relève de Denniston, mais tous deux partagent le titre de directeur-adjoint. En octobre 1941, quatre cryptanalystes experts, Alan Turing, Gordon Welchman, Conel Hugh O'Donel Alexander et Stuart Milner-Barry ont écrit à Churchill, sans en parler à Denniston, pour l'avertir d'un manque d'effectifs à Bletchley Park, ce qui ralentit le travail de renseignement, crucial en temps de guerre. Ces cryptanalystes, connus sous l'appellation Wicked Uncles, ont également mis en avant "l'énergie et le bon sens" du commander Travis sans mentionner Denniston. Cela a probablement permis à Travis de devenir chef du bureau de renseignement, mais pour Christopher Grey, d'autres facteurs ont contribué à sa nomination à ce poste, notamment un conflit personnel entre Denniston et Stewart Menzies, le directeur de la GC&CS et chef du Secret Intelligence Service, mais aussi une crise de management en cours et non résolue dans la Cabine 3. D'après le biographe de Turing, après ce changement à la direction, Trevis "présidait une révolution administrative", réconciliant la gestion du personnel avec le processus de renseignement.
Travis a travaillé avec William Friedman aux accords de coopération entre services de décryptage britanniques et américains de la Seconde Guerre mondiale (le BR-USA Agreement (en) de 1943, qui aboutit à la signature de l'UK-US Agreement en 1946). Ces deux accords fondent la base de la coopération entre la National Security Agency (NSA) et les GCHQ, qui perdure encore aujourd'hui.
Travis dirige les Government Communications Headquarters (GCHQ) jusqu'au 15 avril 1952. Son successeur est Eric Jones.

## Vie privée
Travis et sa famille emménagent à Pirbright dans le Surrey, où il meurt le 23 avril 1956.

## Distinctions
| Ribbon | Description                                  | Notes                                                                                                 |
|        | Ordre de l'Empire britannique (OBE)          | - Nommé Commander (CBE) en 1936                                                                       |
|        | Ordre de Saint-Michel et Saint-Georges (OMG) | - Nommé Knight Commander en juin 1944                                                                 |
|        | Medal for Merit                              | - Décernée le 12 janvier 1946 - Travis est le premier citoyen non-Américain à recevoir cette médaille |